# Кшивда (Ґарволінський повіт)
Кшивда (пол. Krzywda) — село в Польщі, у гміні Ласкажев Ґарволінського повіту Мазовецького воєводства.
Населення — 175 осіб (2011).
У 1975-1998 роках село належало до Седлецького воєводства.

## Демографія
Демографічна структура станом на 31 березня 2011 року:
|          | Загалом | Допрацездатний вік | Працездатний вік | Постпрацездатний вік |
| -------- | ------- | ------------------ | ---------------- | -------------------- |
| Чоловіки | 89      | 20                 | 64               | 5                    |
| Жінки    | 86      | 26                 | 43               | 17                   |
| Разом    | 175     | 46                 | 107              | 22                   |